# 凱日馬羅克

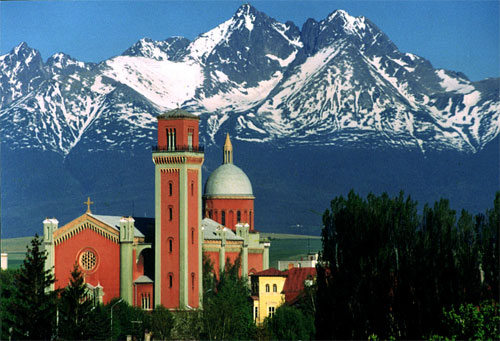

凱日馬羅克是斯洛伐克的城鎮，位於該國東北部，由普列索夫州負責管轄，面積24.83平方公里，海拔高度626米，2005年人口17,241，其中七成居民信奉羅馬天主教。

## 外部連結
- http://www.kezmarok.net（页面存档备份，存于）
- http://www.kezmarok.com（页面存档备份，存于）
- https://web.archive.org/web/20190109162054/http://www.kezmarok.org/
- http://www.elro.sk（页面存档备份，存于）